# Tecktonik
A tecktonik (TCK), más néven Electro Dance egy "tomboló és kanyargós" francia utcai tánc, amelyet rendszerint Electro House zenére adnak elő. A techno, a rave és a hiphop keverékére épül. A stílus elsősorban a kar mozgását hangsúlyozza, a lábak mozgására kevésbé fókuszál. A 2000-es években kezdődött, Párizs déli külvárosaiból eredeztethető, főleg a Metropolis éjszakai klubjaiból. A tizenévesek és a fiatal felnőttek között lett népszerű, az underground rave helyszíneken elmondás alapján, és olyan videómegosztó honlapok révén, mint a Dailymotion és a YouTube. Rendszerint Észak-Európából importált, gyors ritmusú techno és electro house zene társul hozzá. A Tecktonik bejegyzett védjegy, az ilyen néven rendezett táncesemények és mások megnevezésére született. A Tecktonik névtulajdonos (elsősorban Cyril Blanc, a Metropolis művészeti igazgatója) hivatalos termékeket, így ruhákat, Matts CD-ket és energiaitalokat forgalmaz. A Techtonik a párizsi Techno Parade egyik kiemelt látványossága volt 2007. szeptember 15-én. Mondotek Alive című számát nevezték meg Franciaországban, mint a TCK hivatalos zenéjét.

## Külső hivatkozások
- "Electro dance craze takes Paris by storm", news.sawf.org, 20 September 2007.
- Metropolis Archiválva 2011. július 21-i dátummal a Wayback Machine-ben (franciául)
- http://news.bbc.co.uk/1/hi/world/europe/7923658.stm
- La tecktonik, nouvelle mode déposée – Newzy.fr Archiválva 2008. november 25-i dátummal a Wayback Machine-ben (franciául)
- Agence France Presse. Electro dance craze takes Paris by storm. September 19, 2007.